# Joseph B. Johnson

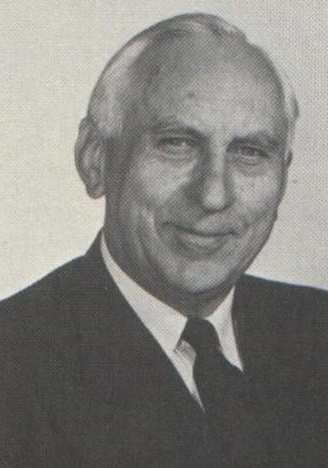
Joseph Blaine Johnson

Joseph Blaine Johnson (* 29. August 1893 in Helsingborg,  Schweden; † 25. Oktober 1986 in Springfield, Vermont) war ein schwedisch-US-amerikanischer Politiker und von 1955 bis 1959 Gouverneur des Bundesstaates Vermont.

## Frühe Jahre und geschäftlicher Aufstieg
Im Jahr 1902 kam Joseph Johnson mit seiner Familie aus Schweden nach Springfield in Vermont. Bis 1915 studierte er an der University of Vermont. Danach arbeitete er als Mechaniker bei der Bryant Chucking Gear Company. Dort brachte er es bis zu seinem Ausscheiden aus dem Unternehmen im Jahr 1949 bis zum General Manager. Johnson war außerdem noch Direktor bei der First National Bank of Springfield und der Lovejoy Tool Company sowie Vizepräsident der Springfield Cooperative Savings and Loan Association.

## Politische Laufbahn
Johnson wurde Mitglied der Republikanischen Partei. Zwischen 1945 und 1947 war er Abgeordneter im Repräsentantenhaus von Vermont. Danach gehörte er von 1947 bis 1951 dem Staatssenat an. In den Jahren 1951 bis 1955 war er als Vizegouverneur Stellvertreter von Gouverneur Lee E. Emerson, zu dessen Nachfolger er im Jahr 1954 gewählt wurde.
Der Amtsantritt erfolgte am 6. Januar 1955. Nach einer Wiederwahl im Jahr 1956 konnte Johnson bis zum 6. Januar 1959 in diesem Amt verbleiben. In seiner Regierungszeit wurden staatliche Anleihen ausgegeben. Mit dem Erlös konnte sich Vermont an dem vom Bund initiierten Ausbau der Autobahnen beteiligen. Johnson setzte sich auch für eine bessere Finanzierung der University of Vermont ein. Im Jahr 1956 war er Delegierter zur Republican National Convention, auf der Präsident Dwight D. Eisenhower für eine zweite Amtszeit nominiert wurde.

## Weiterer Lebenslauf
Nach Ablauf seiner Amtszeit zog sich Johnson aus der Politik zurück. Er blieb aber weiterhin geschäftlich aktiv und war weiterhin Direktor der Lovejoy Tool Company und der First National Bank of Springfield, deren Präsident er später wurde. Joseph Johnson starb 1986 im Alter von 93 Jahren. Mit seiner Frau Virginia F. Slack hatte er ein Kind.